# Isten kegyelméből
Az Isten kegyelméből a Kárpátia 2018. április 28-án megjelent nemzeti rock stúdióalbuma.

## Dallista
1. Férfiak vagyunk
2. Költöző madár
3. Eltéphetetlen kötél
4. Csillagok, harangok
5. Az irredenta
6. Kontár dal
7. Vén bolond
8. Lakatlan ház
9. Ezer esztendeje annak
10. Gulyás

## A dalokban közreműködnek
- Petrás János – ének, basszusgitár
- Galántai Gábor – billentyűs hangszerek
- Bankó Attila – dob
- Bäck Zoltán – gitár
- Szijártó Zsolt – gitár
- Garamvölgyi-Bene Beáta – furulya
- Egedy Piroska – cselló

## Előzetes Demó Video
- 2017. 09. 15-én közzétett első demo videójuk: Kontár Dal (Petrás J.-Szijártó Zs.-Bäck Z.-Egedy P.-Bene B.). YouTube
- 2018. 04. 12-én közzétett második demo videójuk: Csillagok harangok (Petrás J.-Szijártó Zs.-Bäck Z.). YouTube
- 2018. 04. 12-én közzétett harmadik demo videójuk: Eltéphetetlen kötél (Petrás J.-Szijártó Zs.-Bäck Z.). YouTube

## Külső hivatkozások
- Kárpátia hivatalos oldal
- Kárpátia hivatalos csatornája